# Exorista deligata
Exorista deligata är en tvåvingeart som beskrevs av Pandelle 1896. Exorista deligata ingår i släktet Exorista och familjen parasitflugor. Arten är reproducerande i Sverige. Inga underarter finns listade i Catalogue of Life.